# Scirpus clemensiae
Scirpus clemensiae là loài thực vật có hoa trong họ Cói. Loài này được (Kük.) Kük. miêu tả khoa học đầu tiên năm 1943.